# 오노 켄토
오노 켄토(일본어: 小野 健斗, 1989년 8월 9일 ~ )는 일본의 배우 겸 모델이다.

## 출연작

### TV 드라마
- 천장전대 고세이저 - 하이드 / 고세이블루 역

## 영화
- 고카이저 고세이저 슈퍼 전대 199 히어로 대결전 - 하이드 / 고세이블루 역
- 사무라이전대 신켄저 vs. 고온저: 은막 BANG!! - 하이드 / 고세이블루
- 천장전대 고세이저 vs. 신켄저: 에픽 온 은막 - 하이드 / 고세이블루 역